# William I al Scoției
William I (n. 1142, Huntingdon, Regatul Angliei – d. 4 decembrie 1214, Stirling Castle⁠(d), Scoția, Regatul Unit), cunoscut sub numele de William Leul, a fost regele Scoției din 1165 până în 1214. Domnia sa a fost a doua din cea mai lungă domnie din istoria Scoției înainte de Actul de Unire cu Anglia din 1707.

## Viața
El a devenit rege după moartea fratelui său, Malcolm al IV-lea al Scoției pe 9 decembrie 1165 și a fost încoronat pe 24 decembrie 1165.
Spre deosebire de fratele său religios și fragil, William a fost puternic și încăpățânat. El a fost un monarh eficace a cărui domnie a fost marcată de încercările sale nefaste de a recâștiga controlul regiunii Northumbria de la normanzi.
William a fost nepotul lui David I al Scoției. El a moștenit, de asemenea, titlul de Conte de Northumbria în 1152 de la tatăl său, Henric al Scoției. Cu toate acestea, el a trebuit să predea acest titlu regelui Henric al II-lea al Angliei, în 1157. Acest lucru i-a cauzat probleme mai ales după ce a devenit rege, acesta petrecându-și mult timp încercând să-și recâștige titlul.
William a fost un jucător-cheie în revolta din 1173 - 1174 împotriva lui Henric al II-lea. În 1174, în bătălia de la Alnwick, în timpul unui raid în sprijinul revoltei, William le-a stigat trupelor engleze: Acum vom vedea care dintre noi este un cavaler bun!. El a fost capturat de trupele lui Henric conduse de Ranulf de Glanvill și a fost dus în lanțuri la Newcastle, apoi la Northampton, iar apoi transferat la Falaise în Normandia. Henric a trimis apoi o armată în Scoția și a ocupat țara. Ca răscumpărare și pentru a-și recapata regatul, William a trebuit să-l recunoască pe Henric ca superior al său și să fie de acord să plătească pentru costul de ocupare a armatei engleze, punând impozite scoțienilor. Biserica din Scoția a fost, de asemenea, supusă celei din Anglia. Acest lucru a fost făcut prin semnarea Tratatului de la Falaise, apoi William a fost lăsat să se întoarcă în Scoția. În 1175, el a jurat fidelitate în fața lui Henric al II-lea la Castelul York.
Umilirea Tratatului de la Falaise a declanșat o revoltă în Galloway care a durat până în 1186 și a determinat construirea unui castel la Dumfries. În 1179, în același timp, William și fratele său David, au condus personal o forță spre nord în Easter Ross, stabilind două castele cu scopul de a-l descuraja pe Contele de Orkney de la extinderea dincolo de Caithness.
O altă revoltă în 1181 l-a împlicat pe Donald Meic Uilleim, descendentul direct al regelui Duncan al II-lea al Scoției. Donald a preluat pentru scurt timp Ross, iar abia după la moartea sa, William a putut revendica cetatea lui Donald din Inverness.
Tratatul de la Falaise a rămas în vigoare pentru următorii 15 ani. Apoi, Richard Inimă de Leu, care avea nevoie de bani pentru a lua parte la a treia cruciadă, a fost de acord să-l rezilieze în schimbul sumei de 10.000 de mărci de argint, la data de 5 decembrie 1189.
În ciuda recâștigării independenței a scoțienilor, relațiile anglo-scoțiene au rămas tensionate în primul deceniu al secolului al XIII-lea. În august 1209, regele Ioan al Angliei a decis să-și strângă armata engleză și să pornească într-un marș spre Norham (lângă Berwick), în scopul de a exploata conducerea monarhului scoțian. Promițându-i o sumă mare de bani, William a fost de acord cu dificultate să-și căsătorească fiica cu un nobil englez, iar când tratatul a fost reînnoit în 1212, Ioan a pus mâna pe singurul moștenitor legitim supraviețuitor al lui William, Alexandru, care avea să se căsătorească cu fiica sa.
William a murit în Stirling în 1214 și este îngropat la Abația Arbroath. Fiul său, Alexandru al II-lea, l-a succedat în calitate de rege, domnind între 1214 - 1249.

## Căsătoria și copii
Având în vedere termenii Tratatului de la Falaise, Henric al II-lea a avut dreptul de a alege mireasa lui William. Ca rezultat, William s-a căsătorit cu Ermengarde de Beaumont, o strănepoată a regelui Henric I al Angliei, la Woodstock Palace în 1186, iar zestrea ei a fost Castelul Edinburgh. Căsătoria nu a fost un mare succes și abia după mulți ani, aceasta a fost capabilă să nască un moștenitor. Copii lor au fost:
- Margareta (1193 - 1259), căsătorită cu Hubert de Burgh, primul Conte de Kent
- Isabela (1195 - 1253), căsătorită cu Roger Bigod, al patrulea Conte de Norfolk
- Alexandru al II-lea al Scoției (1198 - 1249)
- Marjorie (1200 - 17 noiembrie 1244), căsătorită cu Gilbert Marshal, al patrulea Conte de Pembroke
- Isabela a Scoției, căsătorită cu Sir William de Ros

Cu o fiică necunoscută a lui Adam de Hythus:
- Margareta, căsătorită cu Eustace de Vesci, Lord de Alnwick

Cu amante necunoscute:
- Robert de Londra
- Henric de Galightly
- Ada, căsătorită cu Patrick I, Conte de Dunbar
- Aufrica, căsătorită cu William de Say